# One to One (Howard Jones)
One to One è il terzo album del musicista britannico Howard Jones, pubblicato dall'etichetta discografica Elektra/Asylum Records il 25 ottobre 1986.

## Tracce
1. You Know I Love You... Don't You? – 4:05
2. The Balance of Love (Give and Take) – 4:29
3. All I Want – 4:37
4. Where Are We Going? – 5:01
5. Don't Want to Fight Anymore – 4:37
6. Step into these Shoes – 4:19
7. Will You Still Be There? – 4:45
8. Good Luck, Bad Luck – 4:14
9. Give Me Strength – 5:01
10. Little Bit of Snow – 4:30
11. No One Is to Blame (Single Version) – 4:13